# Fort William, Highland

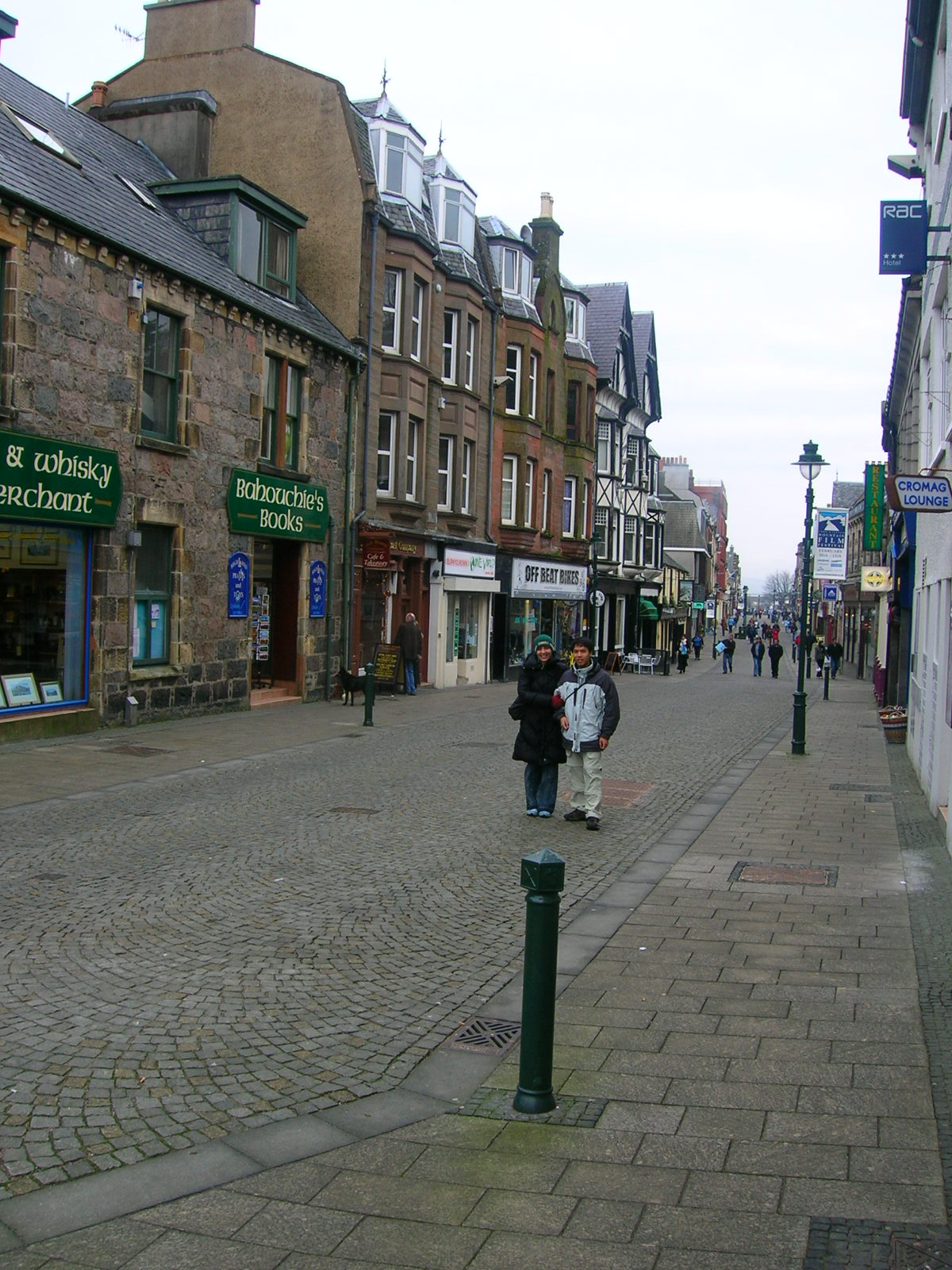
En av huvudgatorna i Fort William.

Fort William (skotsk gaeliska An Gearasdan) är en ort i kommunen Highland i Skottland. Centralorten hade 5 830 invånare 2012, med totalt 10 450 invånare inklusive övrig sammanhängande bebyggelse (inklusive Banavie and Corpach och Caol). Fort Williams ligger vid sjön Loch Linnhe, med Loch Eil strax nordväst. Fort William ligger också nära Ben Nevis, som är Storbritanniens högsta berg.